# Moorland (Kentucky)
Moorland es una ciudad ubicada en el condado de Jefferson en el estado estadounidense de Kentucky. En el Censo de 2010 tenía una población de 431 habitantes y una densidad poblacional de 1.770,32 personas por km².

## Geografía
Moorland se encuentra ubicada en las coordenadas 38°16′21″N 85°34′49″O / 38.27250, -85.58028. Según la Oficina del Censo de los Estados Unidos, Moorland tiene una superficie total de 0.24 km², de la cual 0.24 km² corresponden a tierra firme y (0%) 0 km² es agua.

## Demografía
Según el censo de 2010, había 431 personas residiendo en Moorland. La densidad de población era de 1.770,32 hab./km². De los 431 habitantes, Moorland estaba compuesto por el 84.45% blancos, el 12.53% eran afroamericanos, el 0% eran amerindios, el 1.39% eran asiáticos, el 0% eran isleños del Pacífico, el 0% eran de otras razas y el 1.62% pertenecían a dos o más razas. Del total de la población el 1.39% eran hispanos o latinos de cualquier raza.